# كهف حنجرة الشيطان
كهف حنجرة الشيطان ويعرف بـ«ديافولسكو غارلو» (بالبلغارية: Дяволското гърло، اللفظ: [ˈdʲavoɫskoto ˈɡɤrɫo])‏، هو كهف يقع إلى الغرب من جبال رودوب على مقربة من قرية غوفرين [الإنجليزية] في بلغاريا على الحدود المتاخمة مع اليونان، ضمن سلسلة وديان ممر تريغراد [الإنجليزية]، يعتبر وجهة شائعة للسياح.

## شكل الكهف

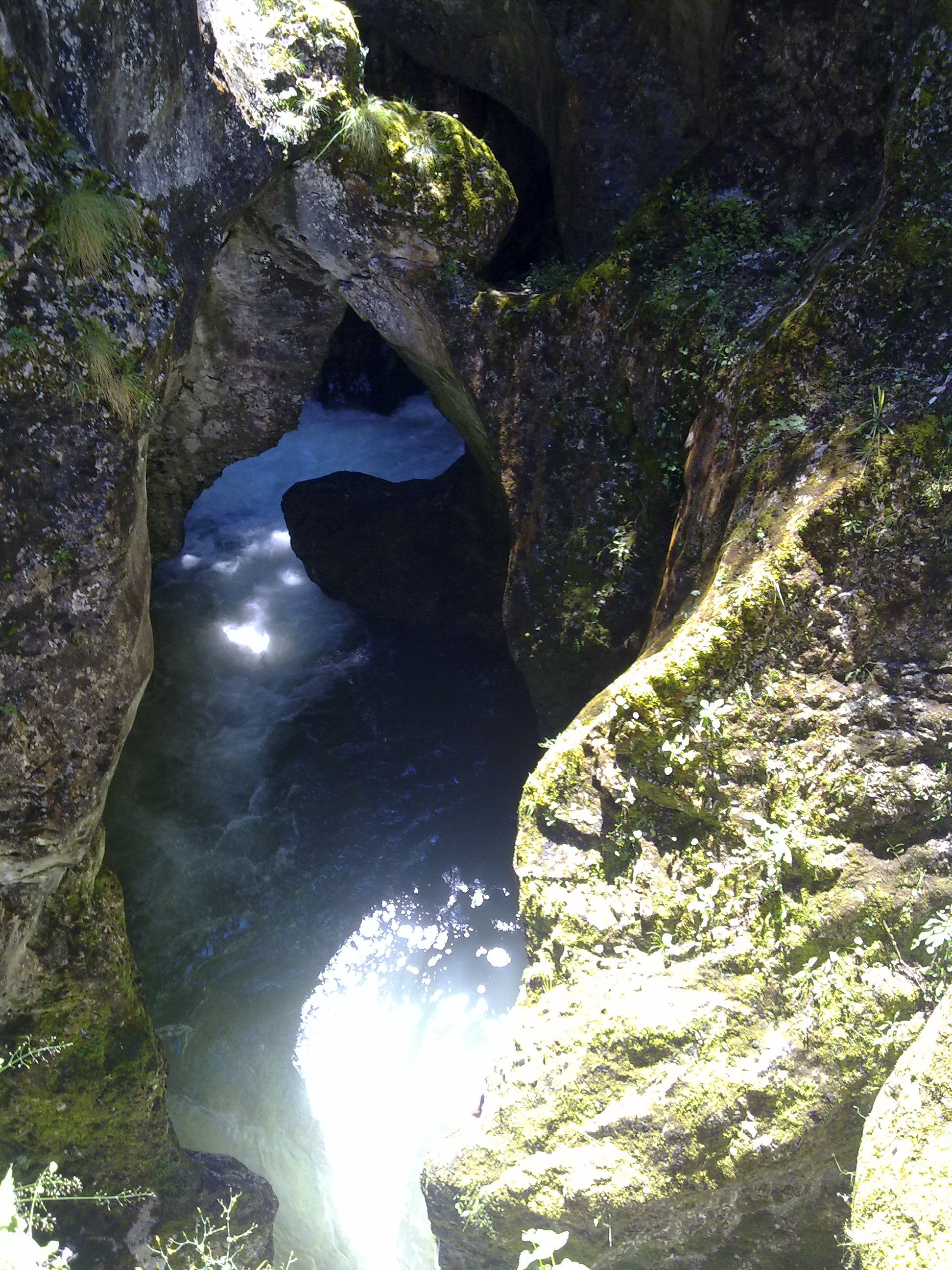
كهف حنجرة الشيطان من الأعلى.

الكهف عمودي يمتد نحو الأسفل مباشرة من دون تفرعات ويصل إلى عمق 42 متر أسفل الأرض، يصب فيه من الأعلى نهر تريغراد بشكل شلال ينتهي في (حنجرة الكهف) التي «بهو الرعد» بسبب صوت هدير الماء فيها كما تمثل ثاني أكبر كهف في بلغاريا، يسير بعدها الماء لمسافة 500 متر تقريبًا في قناة عمقها 150 متر قبل أن يتسرب عبر كهف آخر ويخرج من بين الجبال.
يذكر بأن أي شيء يدخل الكهف لا يخرج من الجهة الأخرى حيث جرت محاولات عديدة لإختبار هذا عن طريق إلقاء أخشاب عند فتحة الكهف وإنتظار خروجها من الجهة الأخرى لكن لم يخرج منه شيء مما ألقي مما دفع للإعتقاد بوجود نظام شبكي معقد من الجداول يسير فيها الماء داخل الكهف.
تم تزيين جدران الكهف بثلاث منحوتات، الأولى تمثل وجه الشيطان قبل مدخل «بهو الرعد» مباشرةً، والثانية تصوير كامل لرجل كلاسيكي منحوت في الوجه الصخري لحجرة «بهو الرعد»، وعند الإقتراب من المخرج يمكن رؤية نافورة صغيرة وهيكل ثابت يدعم مجسم للعذراء.

## في الخيال

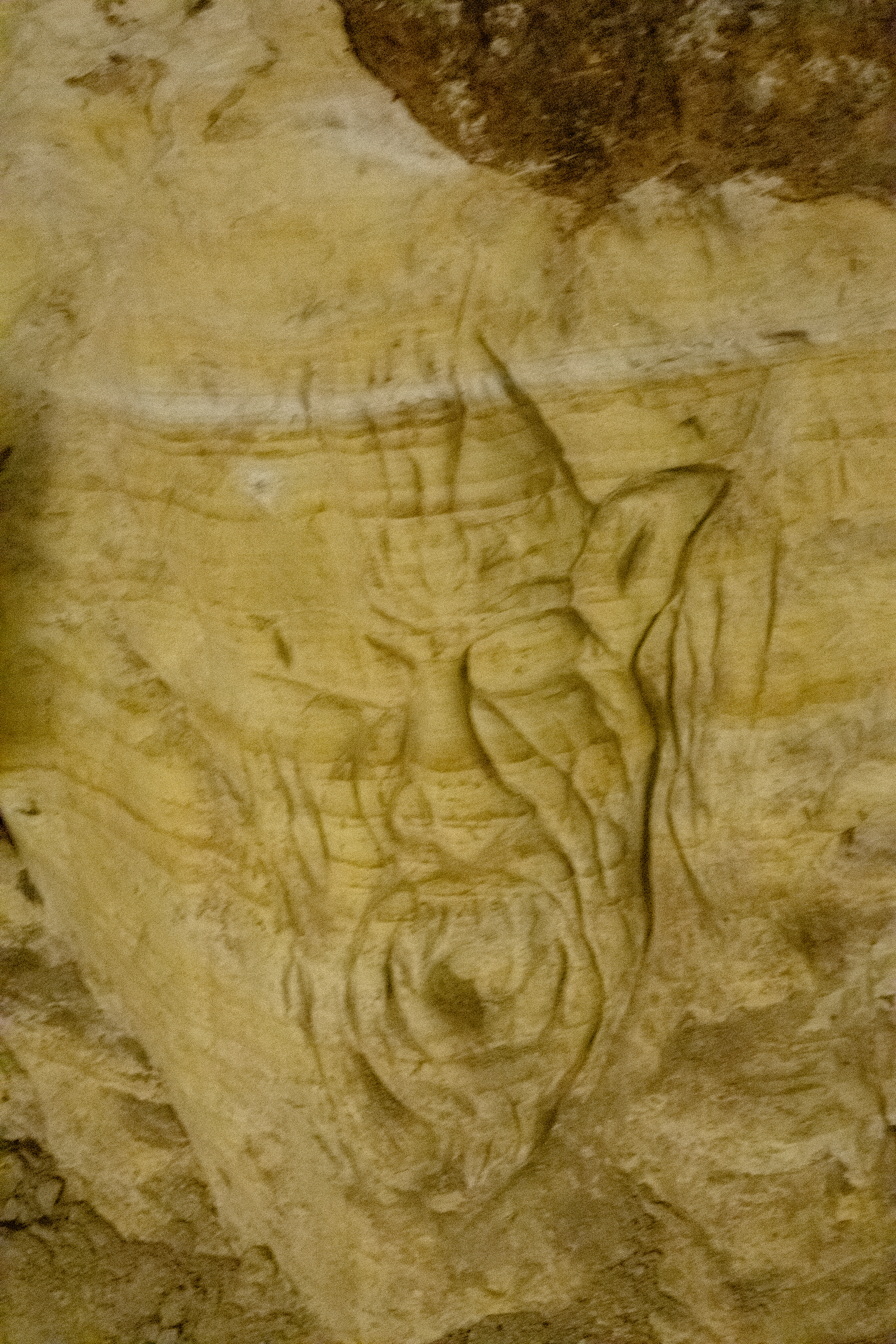
منحوتة وجه الشيطان في كهف حنجرة الشيطان.

تم ربط الكهف بالعديد من القصص الخيالية التي تخص ملائكة الإله التي عصت أوامره ونقلت المعرفة المحرمة إلى الجنس البشري وتزاوجت مع النساء منهم، نتيجة هذا تم نفي الملائكة العاصية إلى سجن تحت الأرض حيث يعتقد البعض أنه كهف حنجرة الشيطان، تسمى هذه الكائنات أيضًا نفليم وذكرت في الكتاب المقدس.
ونوقشت هذه القصة في رواية «أنجيلوجي» الخيالية من تأليف دانييل تروسوني.

## معرض الصور

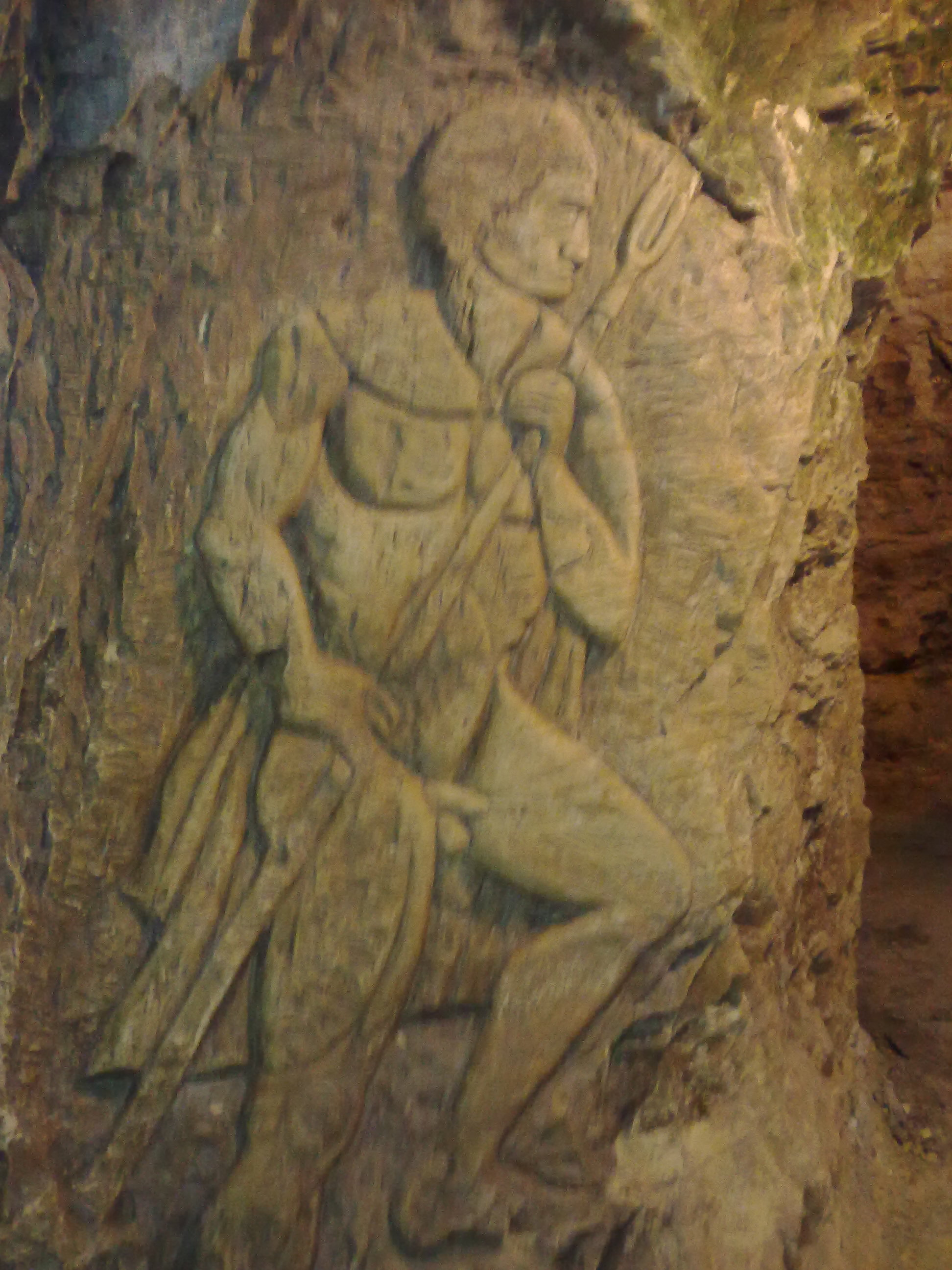
منحوتة الرجل داخل الكهف.
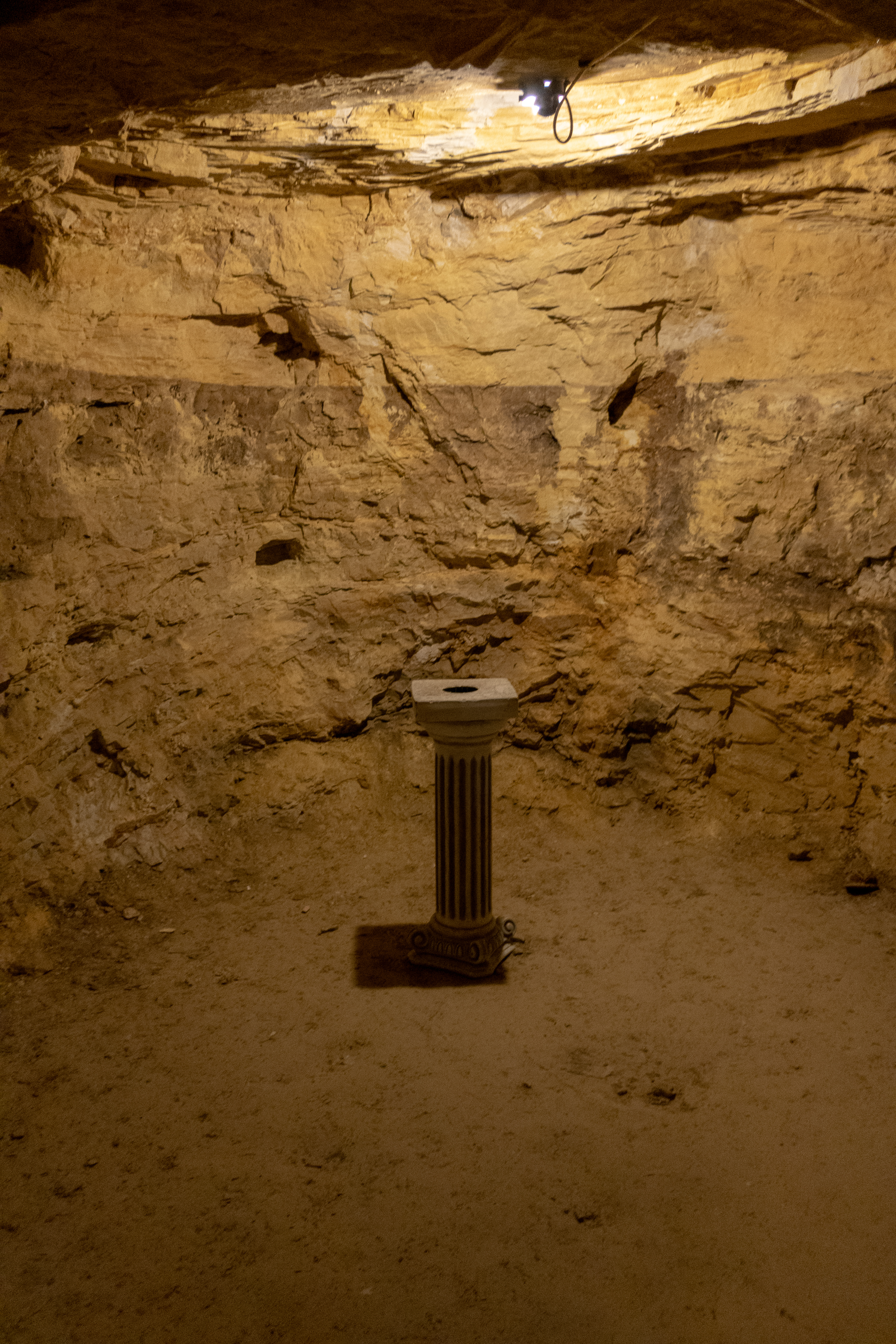
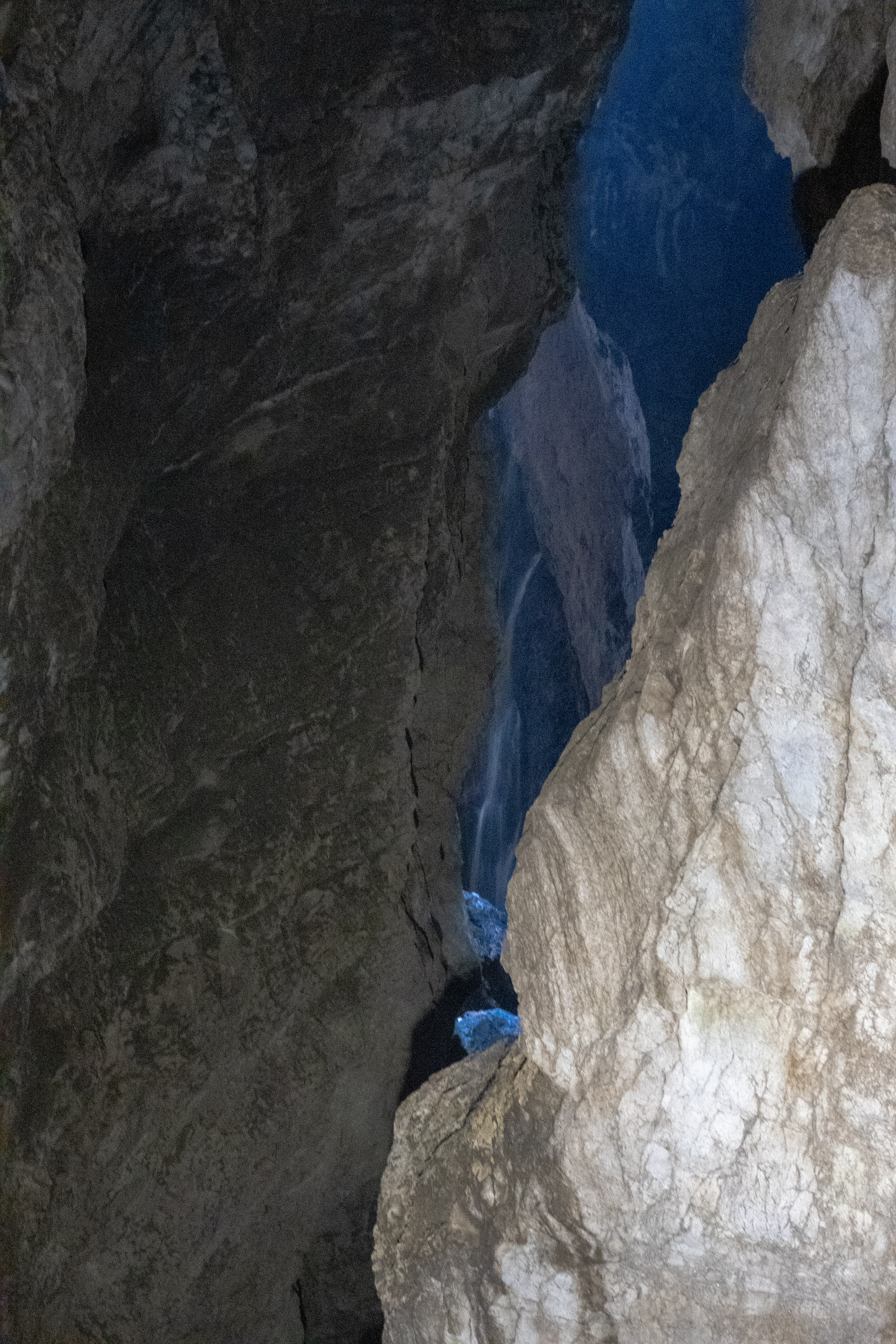
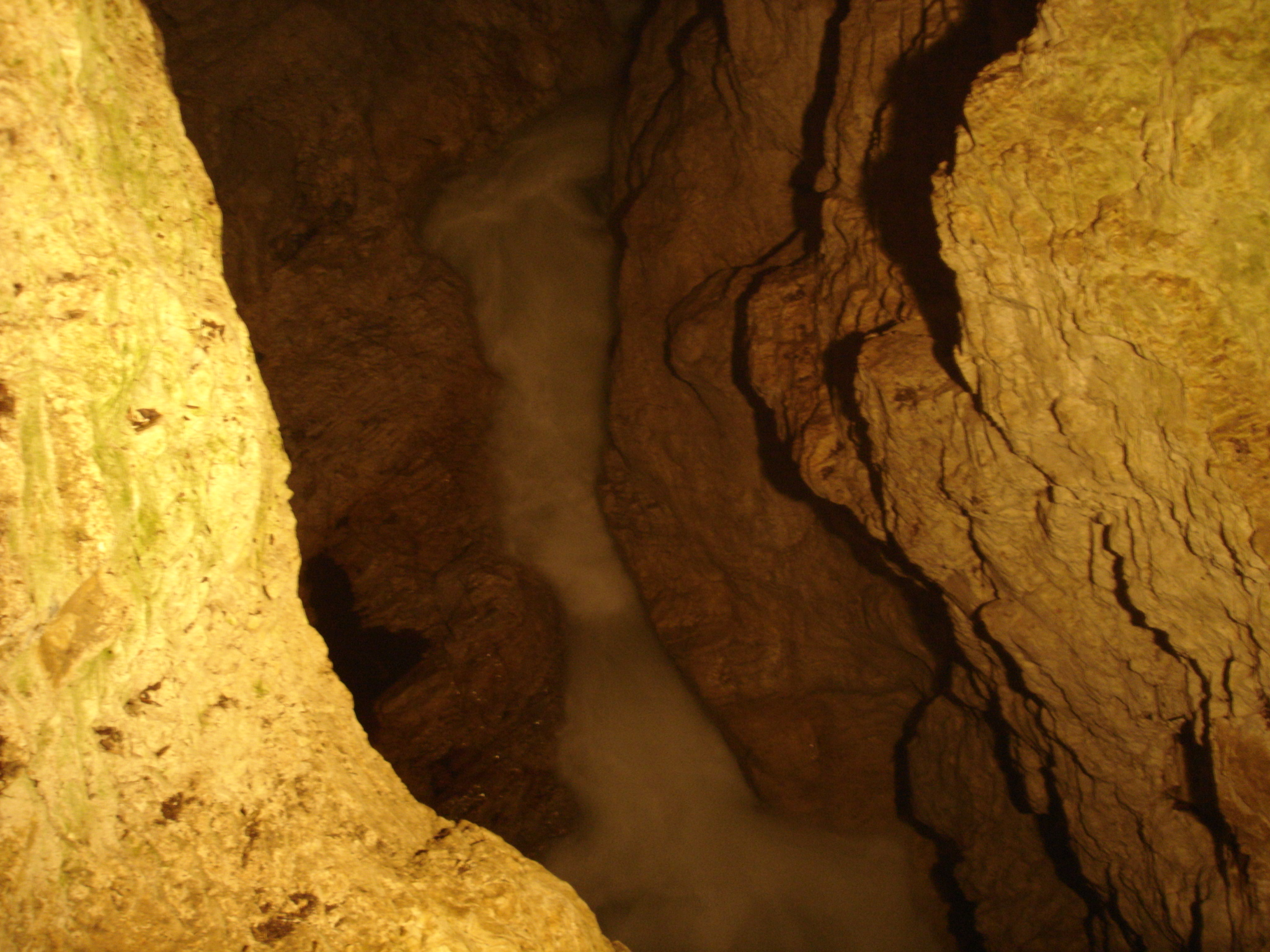
النهر الجاري في باطن الكهف.
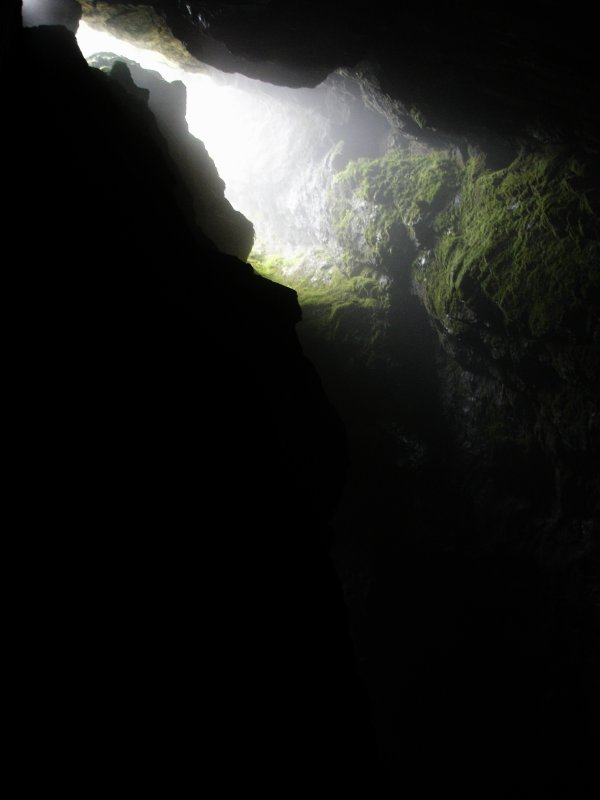
ضوء نهاية نفق كهف حنجرة الشيطان.
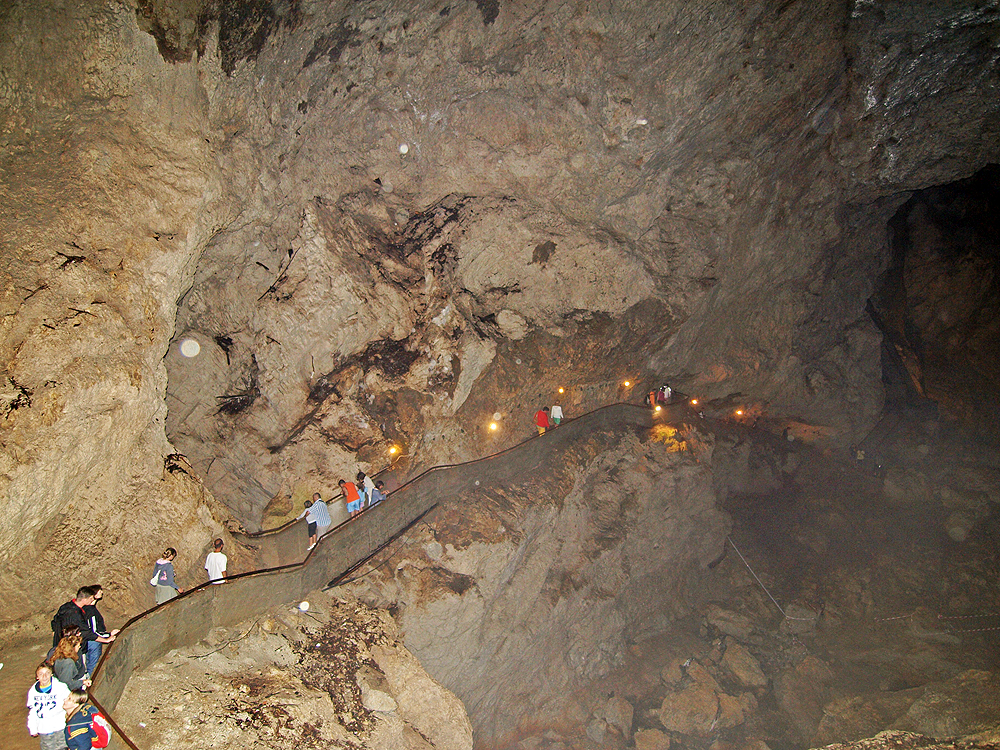
مسار السياح داخل الكهف.
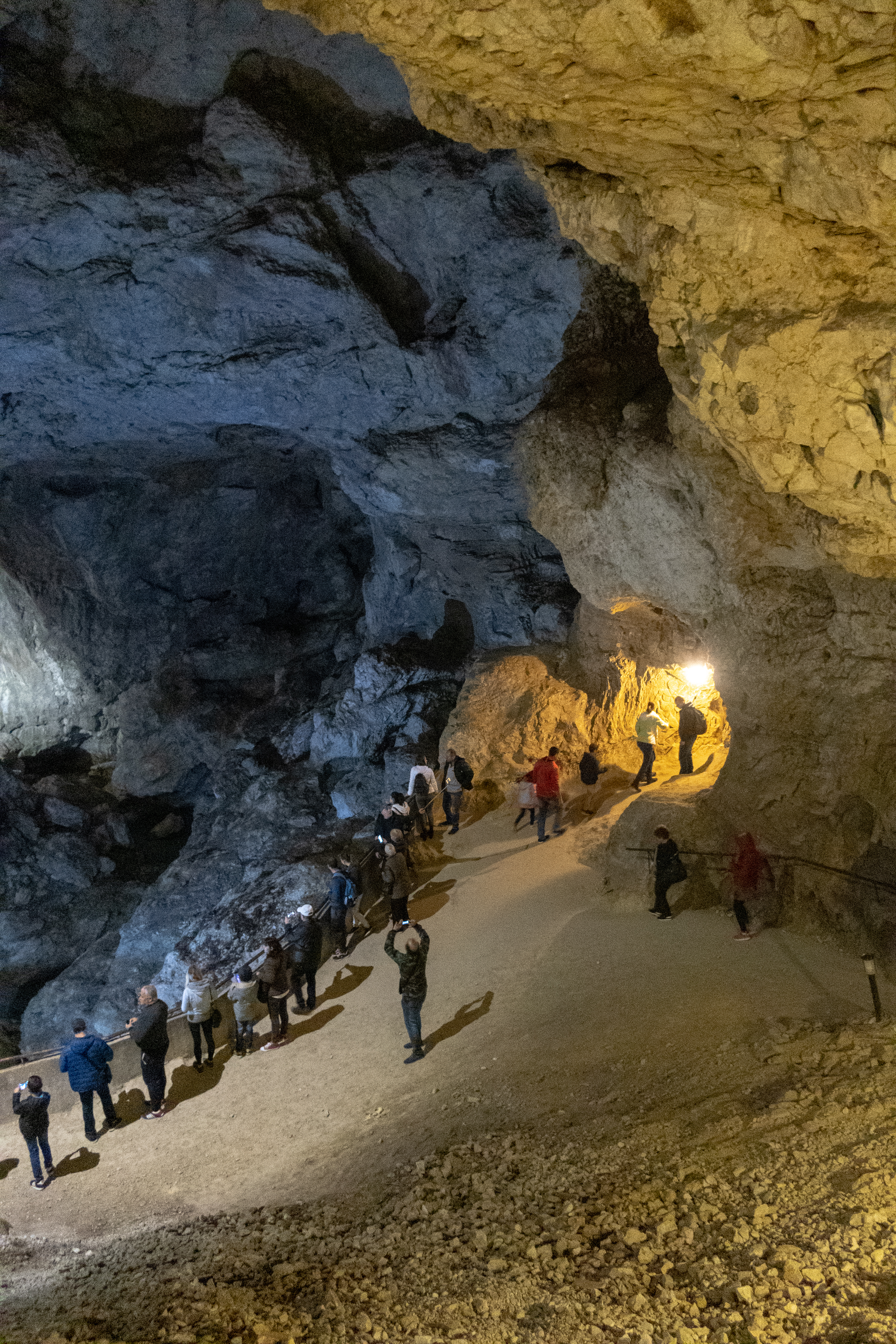
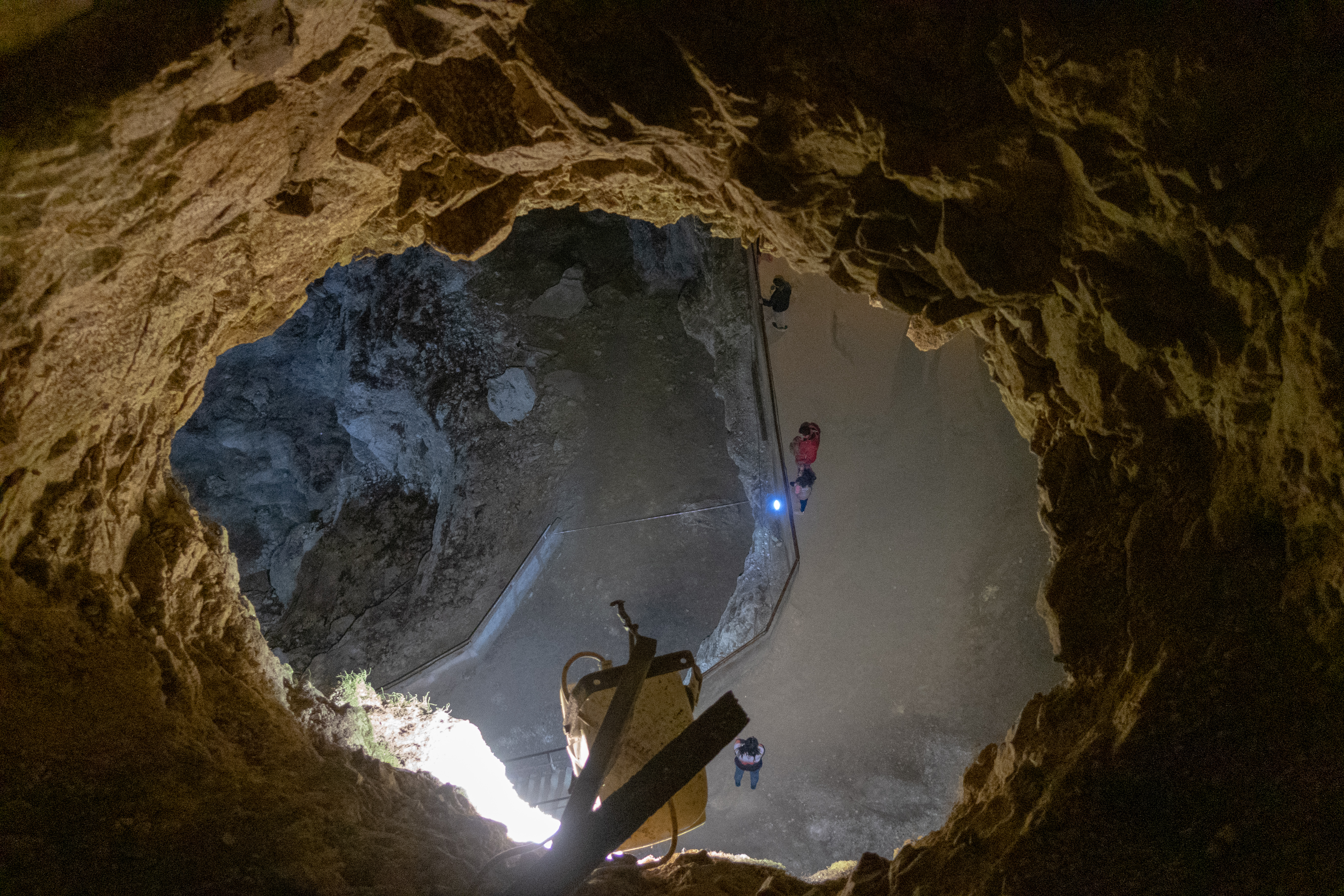
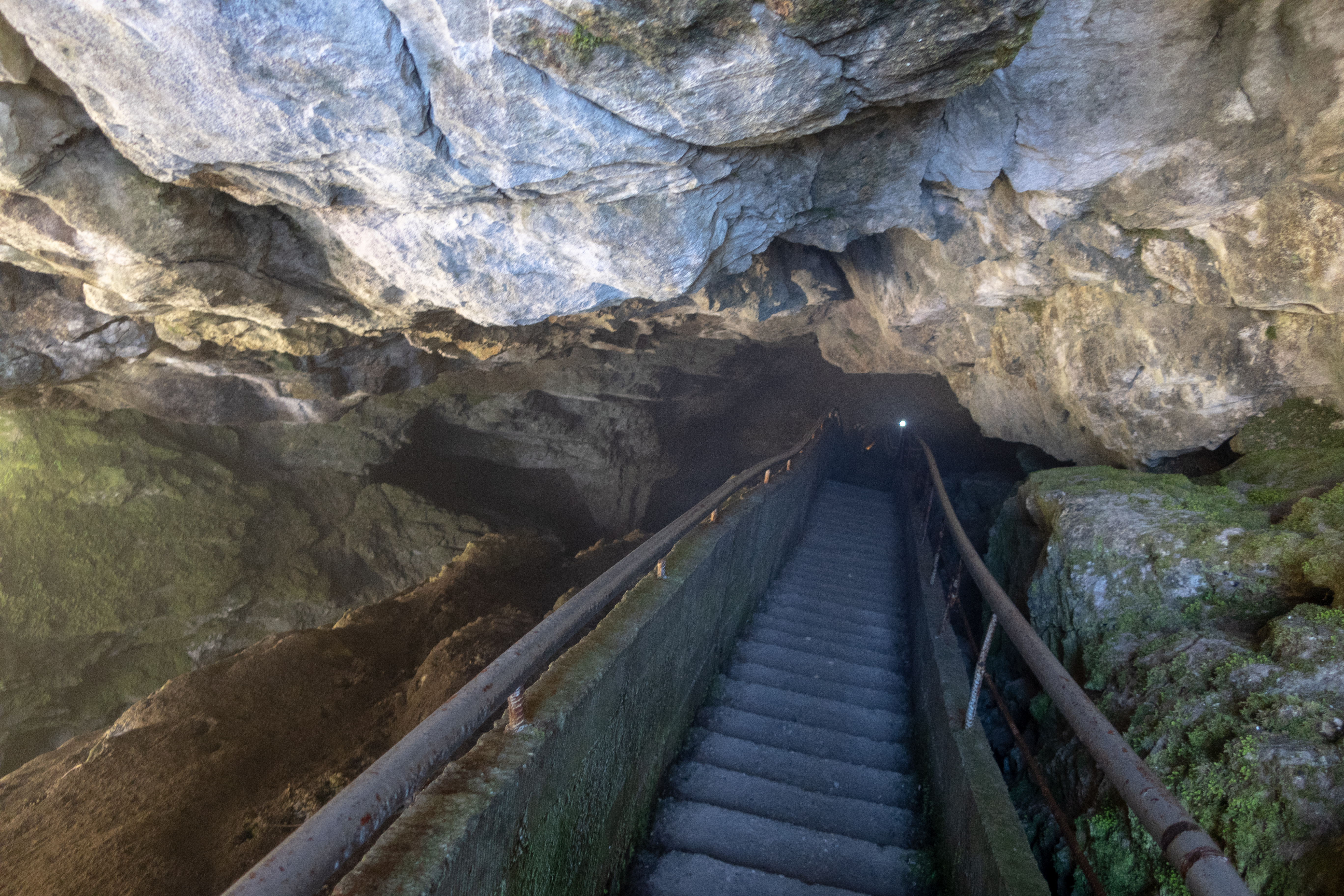
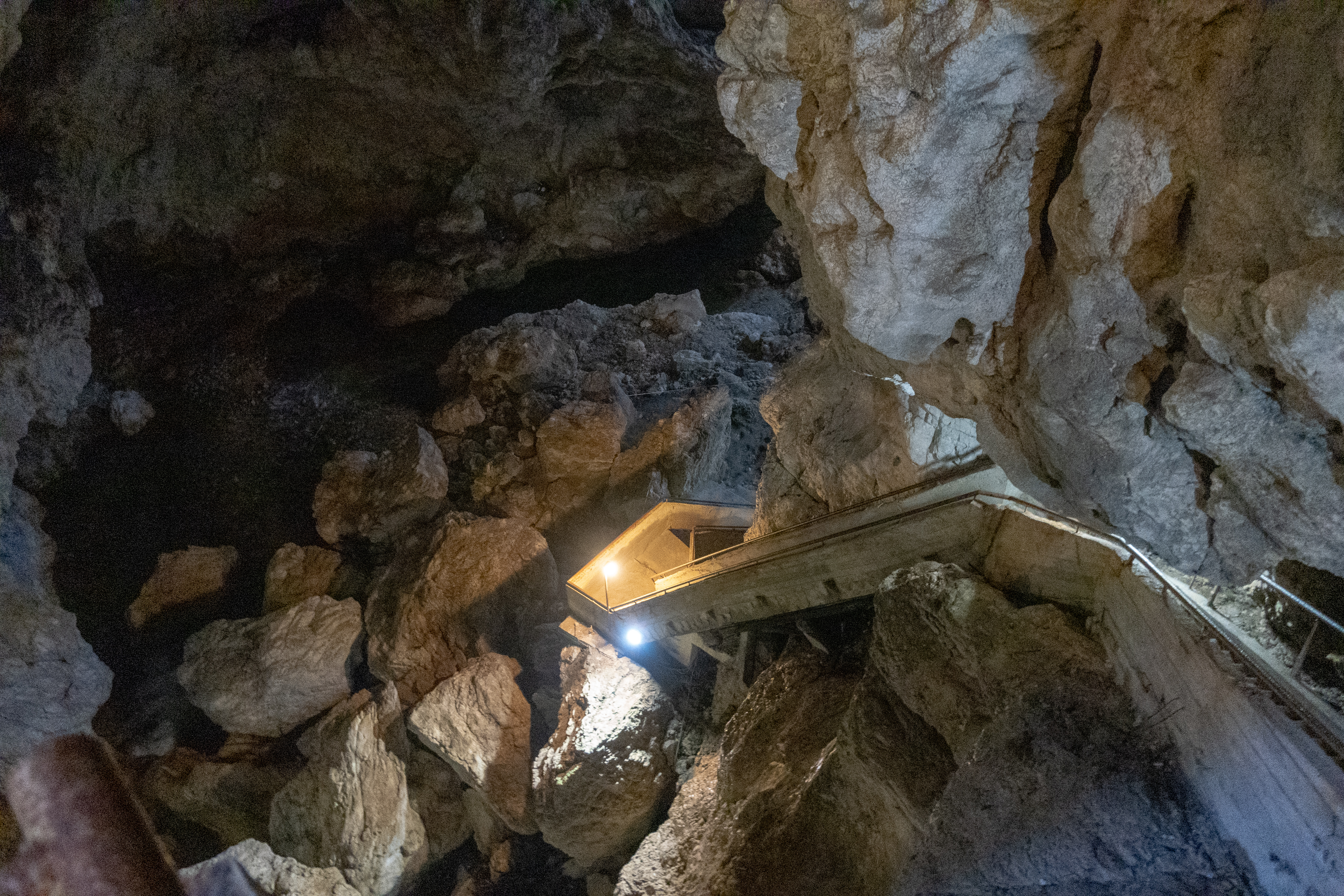
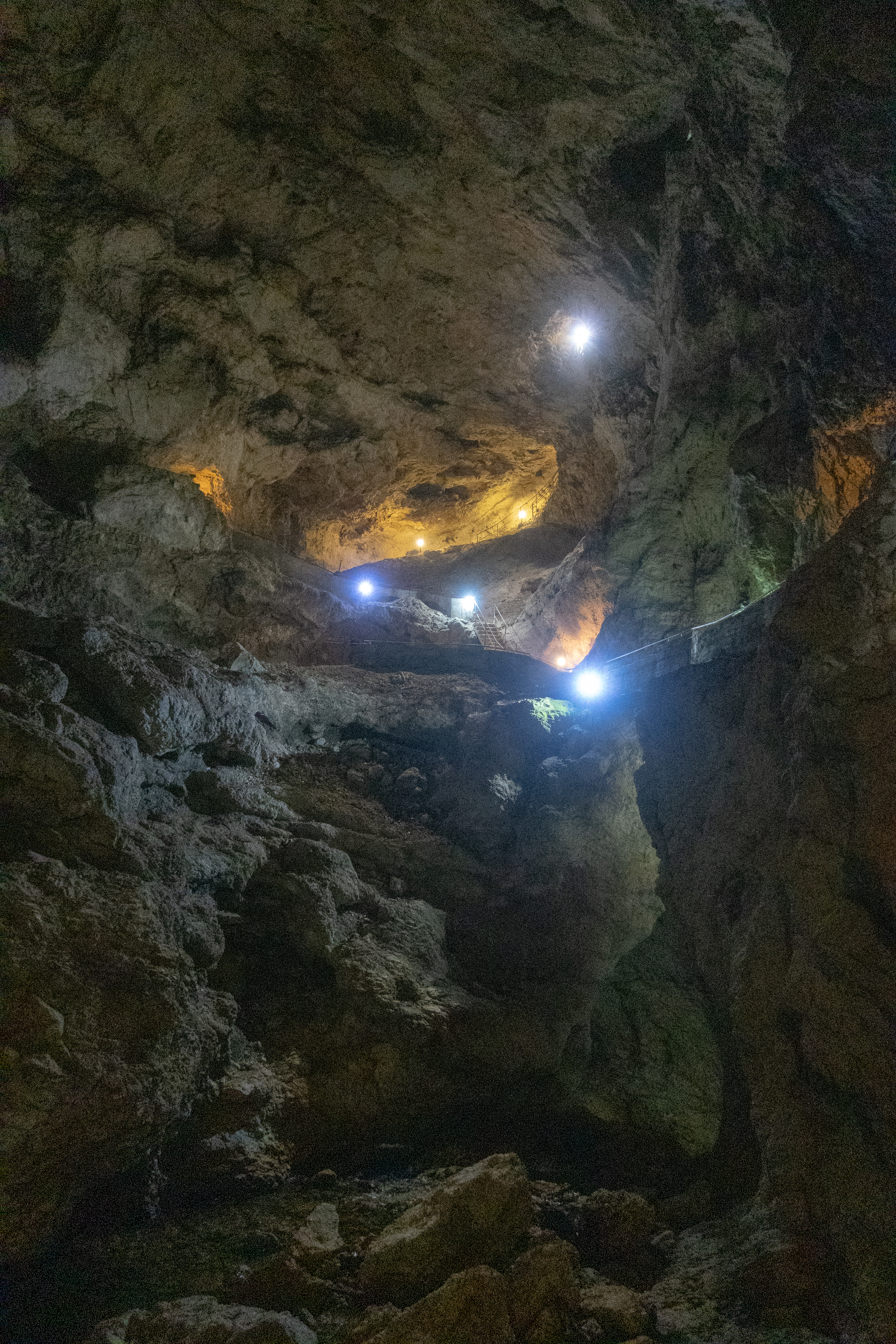
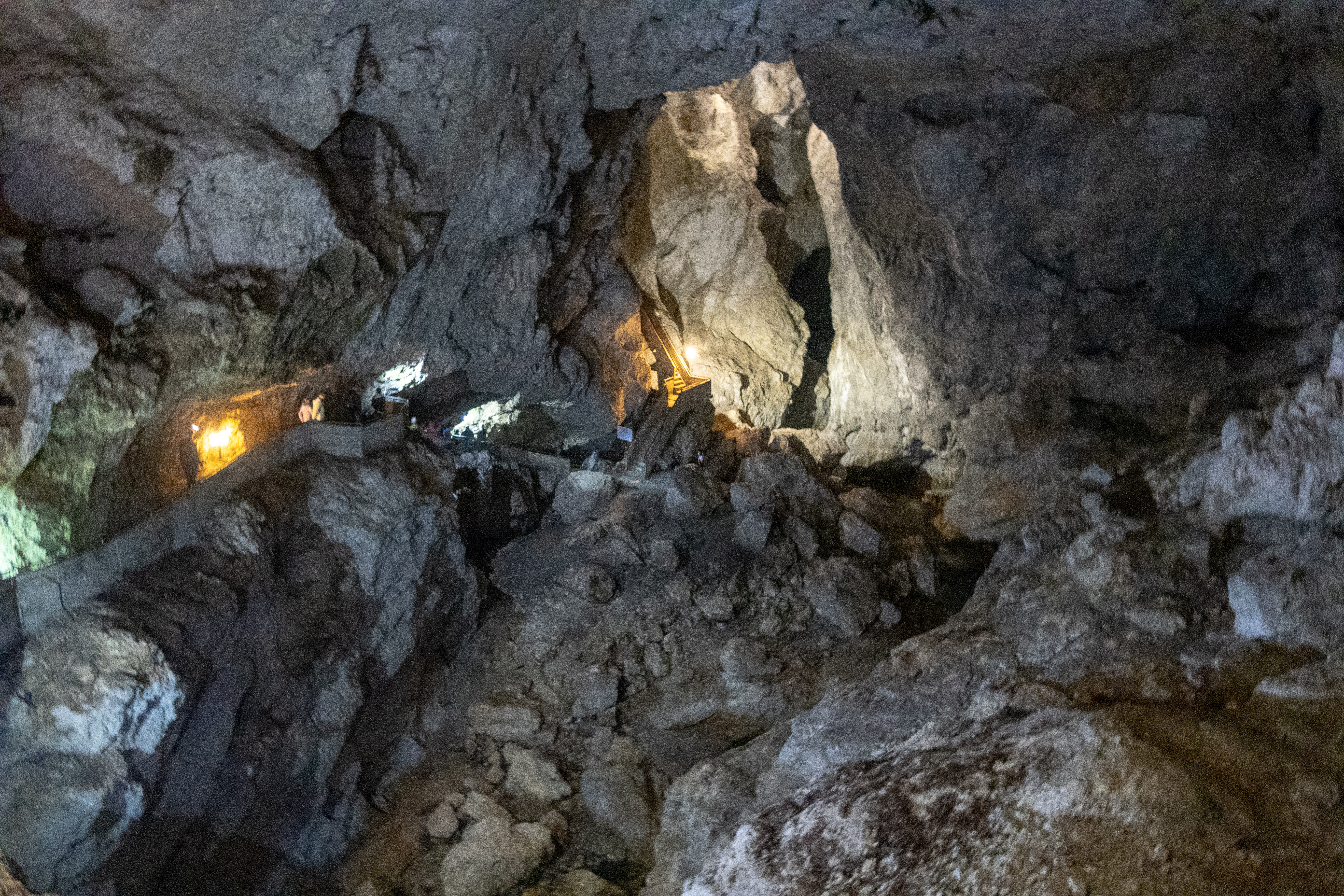
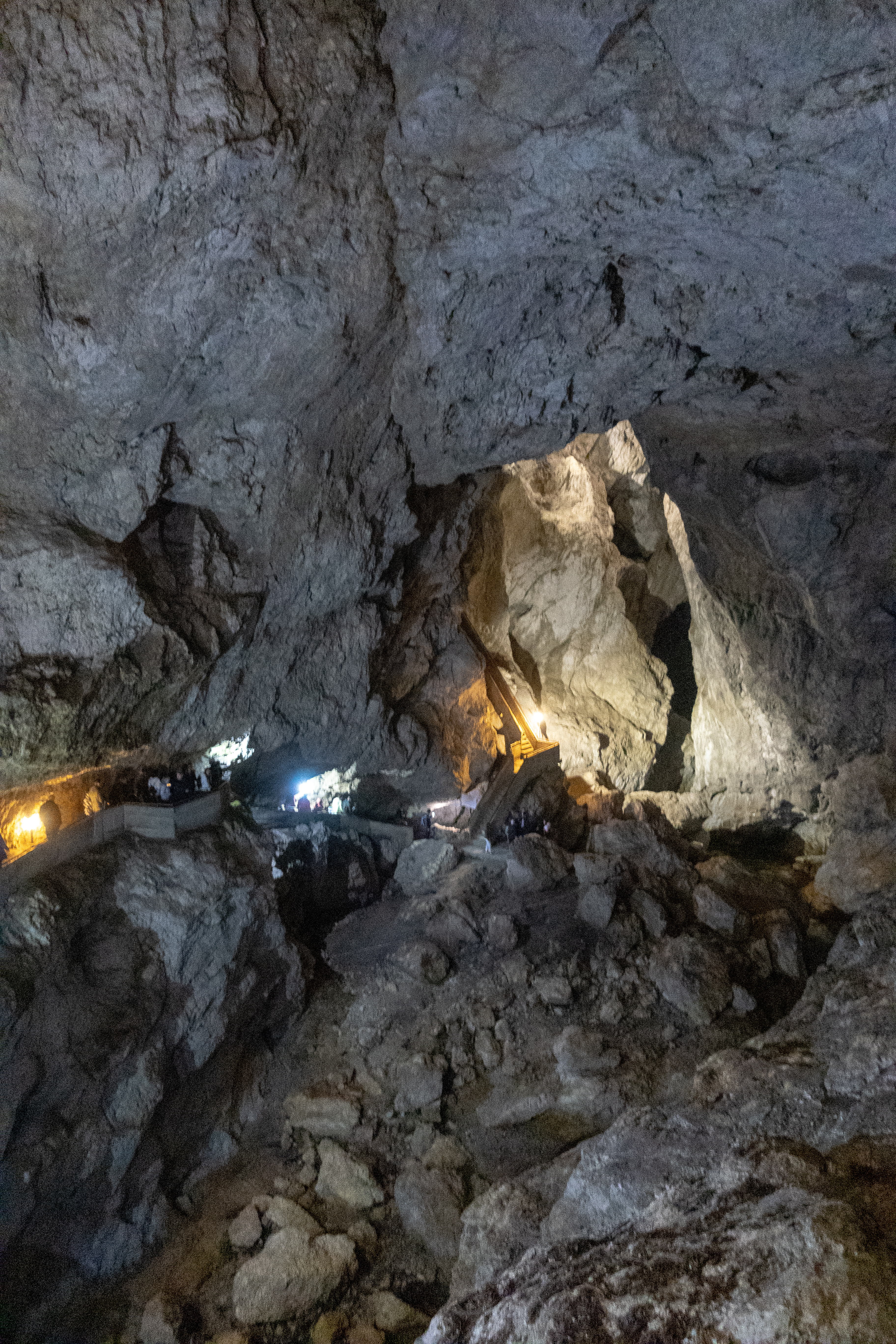

## طالع أيضًا
- قائمة أعمق الكهوف في العالم
- قائمة الكهوف